# Manduca aztecus
Manduca aztecus là một loài bướm đêm thuộc họ Sphingidae. M. azteca gặp ở Mexico.